# 캐리비안 항공
캐리비안 항공(영어: Caribbean Airlines)는 트리니다드토바고의 항공사로 피아르코 국제공항과 노먼 맨리 국제공항이 허브 공항으로 2006년에 설립되어 2007년부터 취항을 시작했으며 본사는 트리니다드토바고 투나프나 피아르코에 위치해 있다.

## 역사
2006년에 도산한 BWIA 웨스트 인디즈 항공(영어: BWIA West Indies Airways Ltd.)을 대신해 트리니다드토바고 정부로부터 항공기 운항을 받아 설립했다. 2007년 1월부터 운항을 시작했으며 당시 BWIA 웨스트 인디즈 항공(영어: BWIA West Indies Airways Ltd.)이 운항한 노선을 상향 조정해 운항하기 시작했다. 같은 해 기존에 보유하고 있던 보잉 737-800 기종과 에어버스 A340-300 기종을 ILFC와 GECAS에 반납했다. 2009년에 필립 손더스(영어: Philp Saunders)가 경영에서 물러나면서 이안 브런튼(영어: Ian Brunton)이 최고 경영자로 교체했다. 2010년에 자메이카의 항공사인 에어 자메이카를 인수했다.

## 운항 노선
- 2012년 8월 기준으로 캐리비안 항공은 다음과 노선을 운항하고 있다.

## 보유 기종
- 2019년 7월 기준으로 캐리비안 항공은 다음과 같은 기종을 보유하고 있으며 평균 기령은 8.8년이다.[4][5]